# Ованес Качазнуні
Ованес Качазнуні (вірм. Յովհաննէս Քաջազնունի) (14 лютого 1868 — 15 січня 1938), був першим прем'єр-міністром Першої Республіки Вірменія з 6 червня 1918 року по 7 серпня 1919 року. Він був членом партії Дашнакцутюн.

## Раннє життя
Качазнуні народився як Ованнес Тер-Ованнісян у 1868 році в місті Ахалціхе, що входило до складу Російської імперії, тепер частина  Грузії. З 1877 по 1886 він навчався в середній школі в Тіфлісі. У 1887 р. переїхав до Санкт-Петербурга і вступив до Громадського архітектурного інституту, який з відзнакою закінчив у 1893 році. В Санкт-Петербурзі він вступає до Дашнакцутюн, та згодом стає однією з найважливіших фігур у партії. Після закінчення університету працював у будівельному відділі Бакинської губернської адміністрації (1893—95), архітектором в Батумі (1895—97), а також регіональним архітектором губернської адміністрації Тбілісі (1897–99). У 1899—06 працював старшим архітектором у Баку, розробляв проекти лікарень та багатоквартирних будинків, найпомітнішою роботою якого був Собор Святого Фадея та Варфоломія, завершений у 1911 році. Після 1906 року він присвятив себе політичній і суспільній діяльності. 

## Політична кар'єра
Качазнуні був змушений залишити Кавказ у 1911 році, щоб дачі свідчень на суді над Дашнакцутюн, який був влаштований російським урядом у Санкт-Петербурзі в січні 1912 року. Він жив у Стамбулі, а потім у  Вані до 1914 року, коли повернувся на Кавказ. Він став членом  Вірменської національної ради в 1917 році і був представником Дашнакцутюн в Закавказькому сеймі до 1918 року.

### Трапезундська конференція миру і Закавказька федерація
Він входив до складу вірменської делегації, яка проводила мирні переговори з Османською імперією на мирній конференції у Трапезунді, що почалася 14 березня 1918 р.  Три групи Закавказзя делегати — мусульманська, грузинська та вірменська — мали різні цілі і були в слабкій позиції для переговорів з османами.  Поки переговори проходили, османська третя армія захопила Ерзурум після того, як Імператорська російська армія відійшла та вийшла на попередні кордони з Російською Імперією.  Ці невдачі стимулювали Акакія Чхенкелі, грузинського меншовика та лідера Закавказької делегації, в односторонньому порядку інформувати османів про те, що він прийме Берестейський мир як основу для переговорів і тим самим відмовиться від претензій Вірменії на частини османської території.  Ця поступка була відкинута сеймом, який наказав Ченкелі і делегації повернутись до Тбілісі. 
Захоплення Батумі османськими військами 14 квітня 1918 р. послабило волю грузинських меншовиків продовжувати боротьбу з османами, і вони підштовхнули своїх закавказьких союзників прийняти дві османські передумови для відновлення переговорів: визнання територіальних прав Туреччини і повний розрив з Росією.  Це призвело до того, що 22 квітня 1918 року меншовики і мусульмани в Сеймі запропонували створити Закавказьку Демократичну Федеративну Республіку з неохотою від дедалі більш ізольованих представників Вірменії.  Кабінет нової республіки був відібраний Ченкелі, який був призначений прем'єр-міністром, і включав Качазнуні, як одного з чотирьох вірмен.  Однією з перших дій Ченкелі, без консультацій з Сеймом або вірменськими членами кабінету, був наказ вірменській армії віддати Карс османам.  Розлючені керівники Вірменії подали свої відставки з кабінету і вимагали замінити Ченкелі. Меншовики погодилися б замінити його на Качазнуні або іншої вірменина. Вірмени зрозуміли, що призначення вірменського прем'єра призведе до того, що османи атакують російську Вірменію, яка перебувала на лінії фронту після втрати Карса. Відповідно, Качазнуні і його співвітчизники дашнаки дали можливість Сейму підтвердити їх позиції в кабінеті 26 квітня 1918 р. 

### Батумська мирна конференція
Качазнуні також супроводжував Ченкелі як делегат Батумської мирної конференції, що розпочалась 11 травня 1918 р.  Конференція побачила, що османи поширюють свої вимоги включають Ахалціхе і Ахалкалакі у Тифліській губернії і західну половину Ериванської губернії.  До того, як делегація Закавказзя дала відповідь, османські війська вторглися в Ериванську губернію, а 15 травня захопили Александрополь. Через тиждень вони наблизились до Єревану і  Каракіліси.  Грузинські лідери під час переговорів у Батумі не змогли обговорити нічого більш сприятливого, ніж капітуляція з османами, і домовилися з Німеччиною про обмін німецьким захистом на доступ до економічних ресурсів Грузії. Результатом стало те, що Сейм розпустив федеративну республіку 26 травня 1918 року, а Грузинська Демократична Республіка була проголошена того ж дня, Азербайджанська Демократична Республіка і Демократична Республіка Вірменія були проголошені 28 травня. 

### Незалежна Вірменія
6 червня 1918 року Вірменська національна рада обрала Качазнуні першим прем'єр-міністром незалежної вірменської держави, а його кабінет був утворений 30 червня. Качазнуні обіймав цю посаду до 7 серпня 1919 року; з номінацією на посаду прем'єр-міністра за кордоном з 5 червня 1919 року. Він перебував у дипломатичних місіях в Європі (з серпня 1919 року) і США (з 9 жовтня 1919 року до серпня 1920 року). Повернувся до Вірменії, щоб стати головою парламенту 4 листопада 1920 року. Качазнуні був заарештований після приходу до влади більшовиків у грудні 1920 року, але був звільнений під час лютневого повстання 1921 року проти радянського режиму.

### Радянський період
Після закінчення повстання на початку квітня 1921 року він залишив країну і жив у Бухаресті з 1921 по 1924 рік. У 1925 році він повернувся до Радянської Вірменії і працював архітектором в Ленинакані. Викладав у технічному відділі Єреванського державного університету, читав лекції з будівництва та архітектури. У 1930 р. вступив до новоствореного Єреванського державного архітектурно-будівельного університету та отримав звання професора. Качазнуні став членом Вірменського союзу архітекторів. Качазнуні став жертвою сталінського Великого терору — заарештований в 1937 році і ув'язнений, помер у в'язниці в 1938 році. Точна дата його смерті невідома. 

## Доповідь Конгресу Дашнакцутюн 1923 року
Качазнуні підготував критичний звіт для з'їзду партії Дашнакцутюн, що відбувся в Бухаресті в квітні 1923 р. (10-й з'їзд партії відбувся в 1924—1925)  під назвою «Дашнакцутюн нічого більше робить», який закликав до підтримки партії Радянської Вірменії.  До цієї події кожна окрема вірменська політична партія у вигнанні була протиставлена позиції Радянської Вірменії.
Качазнуні опублікував свою доповідь у Відні в 1923 році. У тому ж році він був перевиданий не-Дашнакцутюн колами в Тбілісі, Александрії і Бухаресті. Її позови відразу ж притягнули дорікання з боку партії. 
У 1927 році Заккніга в Тіфлісі опублікувала російський переклад доповіді Качазнуні в редакції 2000 примірників з вступом С. Ханояна.
Зведена версія звіту була перекладена на англійську мову в 1955 році Меттью Арамом Каллендером, під редакцією Артура Деруняна.  У вступі, написаному Деруняном, анти-дашнакським журналістом, Качазнуні описується як «патріот», чия доповідь — це «глибока і гостра самоосвіта», тобто «спростування» «грандіозних, перебільшених і навіть обурливо фальшивих претензій сьогоднішнього керівництва Дашнага». 
Вірменський оригінал двічі перевидавався в Єревані в 1994 і 1995 роках.

### Переклад турецьких деніалістів
У 2007 році турецький історик Мехмет Перінчек випустив нові тексти на турецькій і англійській мовах, які претендували на переклад доповіді Качазнуні 1923 р., засновані на російській копії (надрукованої в Тбілісі в 1927 р. та яка зберігається у Російській державній бібліотеці в Москві).  Перінчек сказав, що копія Російської державної бібліотеки не скорочена і що переклади цих копій раніше не були доступні. Переклад Каллендера скоротив основну частину книги, але переклав вступний текст Качазнуні — це ключовий розділ, що містить опис холокосту.  Мехмет Перінчек є сином політичного ветерана Догу Перінчека, який у 2007 році став першою особою, яка отримала кримінальну відповідальність за заперечення вірменського геноциду, переконання, яке було скасовано на базі свободи слова у 2015 році.
Вірменський вчений Вікен Л. Аттарян стверджує, що «відкриття» Перінчека фактично є підробкою упереджених турецьких істориків, які заперечують факт геноциду вірмен.  Аттарян зазначає, що ці мнимі переклади на турецьку, англійську та німецьку мови були опубліковані Кайнаком Яїнларі (Kaynak Yayınları) в Стамбулі як перша серія книг під назвою Ermeni Belgeleriyle Ermeni Soykırımı Yalanı ( Брехня документів 'вірменського геноциду' ).
Аттарян каже: «Турецькі пропагандисти — це ті, хто найбільше розмовляє про Качазнуні і … використовують тексти і фальсифіковані переклади, які не мають нічого спільного з оригіналами… Що б не було представлено турецькими деніалістами про К — це неправда і брехня… Качазнуні ніколи не заперечував Геноциду і … ніколи не зрадив свою батьківщину». У перекладі Матвія А. Каллендера, зробленому безпосередньо з оригінального вірменського тексту, Качазнуні чітко описує те, що сталося з вірменами як «холокост» (стор. 7):
|  | Друга половина 1915 року і весь 1916 рік були періодами безнадійності, відчаю і жалоби за нами. Біженці, всі ті, хто пережив холокост, наповнили російські провінції десятками і сотнями тисяч. |

## Нотатки
1. ↑  Сваїян описує це як "... маніфест до Конгресу партії Дашнаг в Бухаресті, квітень 1923 року. Його маніфест має назву «Дашнакцутюн нічого більше робить»
2. ↑  Опис Баста є "... книга, яка спочатку була маніфестом, який він представив на з'їзді іноземних філій Дашнакцутюн (Бухарест, 1923 р.)"
3. ↑  Ім'я Рувіма Дарбіняна також перекладається як "Рубен", "Рубен", "Рообен" тощо
4. ↑  Гакаван пише: "На початку 1920-х років Дашнакцутюн (ВРФ) пережив розкол між лівим і правим крилами над тим, яку політику до Радянської Вірменії партія повинна узяти. В той же час колишній прем'єр-міністр Вірменії Ованес Качазнуні опублікував книгу "ВРФ нічого більше робить", і переїхав до Радянської Вірменії. Як випливає з назви, Качазнуні стверджував, що ВРФ і інші партії не грають ніякої ролі в політичному житті Вірменії, тепер, коли Вірменія була більшовицькою. У цьому ж році Качазнуні написав відповідь високопоставлений член партії Рубен Дарбінян, який стверджував, що Качазнуні помилявся у відмові від надії, тому що радянська влада буде недовгою, а ВРФ потрібно продовжувати боротьбу за свободу."
5. ↑  Дерогі цитує лист від 11 квітня 1923 р. від Шаана Наталі до Бостонського комітету: "Мені було повідомлено занадто пізно, щоб мати можливість висловити свою думку щодо пункту, включеного до порядку денного наступної проміжної конференції у Відні по позиції партії щодо 'совєтізації' Вірменії. Ви не відповідальні за цю затримку, що завадило мені повернути партію до своєї революційної лінії".
6. ↑  Опис холокосту Качазнуні наведено на сторінках 6 і 7 перекладу Матвея А. Каллендера. [27] Примітка на сторінці 4 пояснює, що Каллендер переклав більшість зауважень Качазнуні: «За винятком скорочень, зроблених заради лаконічності перекладачем і редактором, висловлювання Катчазнуні здаються дослівними.» [28] На сторінці 8, після опису холокосту, Каллендер вказує, що він переходить від дослівного до вибіркового перекладу: «Примітка перекладача: До цього моменту слова автора були перекладені дослівно, щоб дати уявлення про логічний розум пана Качазнуні і виклад фактів, які змусили його представити свій Маніфест своїм колегам на Конвенції 1923 року. Звідси, і лише для стислості, ми наведемо уривки з його аргументів, які призвели до його рішення, чому Дашнакцутюн, на його думку, повинен 'рішуче припинити своє існування' оскільки 'для Партії немає роботи'.»[29]